# مای شیرایشی
مای شیرایشی (白石 麻衣 Shiraishi Mai, زاده ۲۰ اوت ۱۹۹۲) خواننده، مدل و بازیگر ژاپنی است که عضو آیدل ژاپنی گروه دختران نگیزاکا ۴۶ است.

## حرفه
شرایشی پس از فارغ‌التحصیلی از دبیرستان، در کالج موسیقی به عنوان علاقه اش به آواز خواننده شد. سپس، یکی از معلمانش او را برای پیوستن به برای نگیزاکا ۴۶ تشویق کرد.
فعالیت آواز خواندن شیرایشی از زمانی آغاز شد که وی به عنوان یکی از اعضای نسل اول گروه رسمی رقیب ای‌کی‌بی ۴۸، نگیزاکا ۴۶، در تاریخ ۲۱ اوت ۲۰۱۱ پذیرفته شد. وی به عنوان یکی از اعضایی که در اولین این گروه " "Guruguru Curtain " را در ۲۲ فوریه ۲۰۱۲ اجرا کرد ، انتخاب شد. هنگامی که نگیزاکا ۴۶دومین تک آهنگ خود رابا عنوان " Oide Shampoo " منتشر کرد، او بار دیگر برای اجرا انتخاب شد. کار او به عنوان یک مدل از زمانی شروع شد که او در پاییز / زمستان در جایزه دختران ۲۰۱۲ در کنار هم گروه سابق خود در نگیزاکا ۴۶، ناناز نیشینو شرکت کرد.
شرایشی وقتی در قسمت اول ژانویه ۲۰۱۳ در تلویزیون Count Count و قسمت ۱۶ مارس ۲۰۱۳ اوما زوکی ظاهر شد، محبوبیت بیشتری پیدا کرد !. شرایشی از قسمت ۵ ژانویه ۲۰۱۳ و باچی باچی الکیترو از قسمت ۱۶ آوریل ۲۰۱۳ مجری دائمی بوده‌است.
او از ۲۳ مارس ۲۰۱۳ به جوانترین مدل مجله مد زنان ری ، منتشر شده توسط شوفونوتومو تبدیل شد.
شرایشی برای ششمین تک آهنگ "The Rule Girl " که در ۳ ژوئیه ۲۰۱۳ منتشر شد به عنوان مرکزیت و خواننده اصلی در نگیزاکا ۴۶ انتخاب شد. او موقعیت خواننده اصلی گروه را از رینو ایکوما گرفت و جایگزین آن شد.
در ۱۷ دسامبر ۲۰۱۴، شرایشی برای اولین کتاب عکس خود به نام Seijun na Otona Shiraishi Mai رویدادی برگزار کرد. شرایشی اولین عضو نگیزاکا ۴۶ است که کتاب عکس انفرادی منتشر کرده‌است. وی گفت: «من خوشحالم که اولین نفرم.» دومین کتاب عکس او، مای استایل، در ۲۳ ژانویه ۲۰۱۵ منتشر شد. این کتاب در سطح کشور در رده‌بندی کتاب‌های عمومی اریکون در رتبه چهارم و برای اولین بار در گروه کتاب عکس با فروش ۱۹٬۰۰۰ نسخه در رتبه نخست قرار گرفت.
در سپتامبر سال ۲۰۱۶، شرایشی نقش مهمی را در فیلم Ushijima the Loan Shark 3 بازی کرد.
در تاریخ ۷ فوریه ۲۰۱۷، سومین کتاب عکس انفرادی وی با نام " گذرنامه " منتشر شد. این کتاب بیست بار تجدید چاپ شد و کل تیراژ چاپ تا ژوئن سال ۲۰۱۸ از ۳۱۰٬۰۰۰ نسخه فراتر رفت. علاوه بر این، در نیمه اول سال ۲۰۱۸، او بیشترین تعداد حضور در تبلیغات تلویزیونی را در بین هر تارنتو دیگر در ژاپن نشان داد.
شرایشی مسئول مرکز بیستمین آهنگ سینمایی نگیزاکا 46 " Synchronicity " بود که در ۲۵ آوریل ۲۰۱۸ منتشر شد که در هفته اول ۱۱۱۱۸۵۵۲ نسخه فروخته شد.

## فیلمبرداری

### تلویزیون
| سال    | عنوان                                                   | نقش               | کانال          | یادداشت     | منبع   |
| ------ | ------------------------------------------------------- | ----------------- | -------------- | ----------- | ------ |
| ۲۰۱۳–۶ | اومازوکی!                                               | خودش              | تلویزیون فوجی  | ارائه کننده | [ ۱۷ ] |
| ۲۰۱۳   | Bachi Bachi Elekiteru                                   | خودش              | تلویزیون فوجی  | ارائه کننده | [ ۷ ]  |
| ۲۰۱۴   | معلم کامن                                               | آکاری هایاز       | تلویزیون نیپون |             | [ ۱۸ ] |
| ۲۰۱۵   | Hatsumori Bemars                                        | کیری              | تلویزیون توکیو |             | [ ۱۹ ] |
| ۲۰۱۶   | Honto ni Atta Kowai Hanashi Natsu no Tokubetsu-hen 2016 |                   | تلویزیون فوجی  | یک قسمت     | [ ۲۰ ] |
| ۲۰۱۶–۷ | کیاباسوکا گاکوئن                                        | دانش آموز زن نوگی | تلویزیون نیپون | یک قسمت     | [ ۲۱ ] |
| ۲۰۱۷–۸ | UmazuKingdom                                            | خودش              | تلویزیون فوجی  | ارائه کننده | [ ۲۲ ] |
| ۲۰۱۸   | می‌توانست آن را کمیته انجام دهد                          | ایاکو تسوکی       | MBS            |             | [ ۲۳ ] |
| ۲۰۱۸   | زیتای ریدو                                              |                   | تلویزیون فوجی  |             | [ ۲۴ ] |
| ۲۰۱۹   | دامن من از کجا رفته‌است؟                                 | معصومی            | تلویزیون نیپون |             | [ ۲۵ ] |

### فیلم‌های
| سال      | عنوان                      | نقش            | منبع   |
| -------- | -------------------------- | -------------- | ------ |
| ۲۰۱۳     | پسران بد جی                | نائو ماساکی    | [ ۲۶ ] |
| ۲۰۱۶     | Ushijima the Loark Shark 3 | رینا آسو       | [ ۲۷ ] |
| ۲۰۱۷     | آساهیناگو                  | ماهارو میاجی   | [ ۲۸ ] |
| سال ۲۰۲۰ | سرقت هویت ۲                | مینوری ماتسودا | [ ۲۹ ] |

### آگهی‌های بازرگانی
| سال  | تولید - محصول      | منبع   |
| ---- | ------------------ | ------ |
| ۲۰۱۳ | پخش موسیقی سونی    | [ ۳۰ ] |
| ۲۰۱۳ | L'est Rose         | [ ۳۱ ] |
| ۲۰۱۳ | سامانتا تاواسا     | [ ۳۲ ] |
| ۲۰۱۵ | داریا              | [ ۳۳ ] |
| ۲۰۱۷ | ماوس کامپیوتر ژاپن |        |
| ۲۰۱۷ | ۷۷ بانک CM         |        |
| ۲۰۱۷ | شیزیدو             |        |
| ۲۰۱۸ | کاگوم              |        |
| ۲۰۱۸ | KIRIN              |        |

## دیسکوگرافی
تک آهنگ‌های نگیزاکا ۴۶